# Alphonse Guichenot
Alphonse Antoine Guichenot, conosciuto anche come Alphone Guichenot o M. Guichenot (Parigi, 31 agosto 1809 – Cluny, 17 febbraio 1876), è stato uno zoologo, erpetologo e ittiologo francese presso il Museo nazionale di storia naturale di Francia, a Parigi.

## Biografia
Alphonse Guichenot nacque il 31 agosto 1809 a Parigi. È stato insegnante e ricercatore presso il Museo nazionale di storia naturale di Francia. 

Fu un collaboratore dello zoologo Achille Valenciennes nella gestione della collezione ittica del museo.
Fu inoltre incaricato di compiere diverse spedizioni per conto del museo, tra cui un'indagine biologica del territorio  algerino. 

Nel 1856 Guichenot cedette la sua posizione e si ritirò per diventare un assistente naturalista. Mantenne questa posizione fino al 1872, anno nel quale andò in pensione. Il 17 febbraio 1876 morì a Cluny.

## Descrizioni tassonomiche
Durante i suoi anni al Museo nazionale di storia naturale di Francia Guichenot ha spesso collaborato con Francis de Laporte de Castelnau dal quale riceveva esemplari di pesci raccolti in Sudafrica, Sud Est Asiatico, Sudamerica e Australia. Grazie ad uno degli esemplari raccolti a Melbourne, nel 1867 Guichenot individuò un nuovo  genere per la  famiglia Neosebastidae, descrivendo il Neosebastes scorpaenoides.

Nel corso della sua carriera Guichenot ha descritto diversi altri  generi tra cui il genere Agonomalus nel 1866 e il genere Glossanodon nel 1867. 

Guichenot ha anche descritto una grande quantità di  specie ittiche e alcune specie di rettili. Tra questi ultimi si ricordano:
- Phymaturus bibronii, 1848[8]
- Stenodactylus mauritanicus, 1850[9]
- Macroprotodon mauritanicus, 1850[10]
- Dendrelaphis lineolatus, 1853[11]
- Emoia nigra, 1853[12]
- Enyalioides laticeps, 1855[13]
- Gonatodes humeralis, 1855[14]
- Uracentron flaviceps, 1855[15]
- Correlophus ciliatus, 1866[16]

## Riconoscimenti
Come riconoscimento nei confronti del lavoro svolto da Guichenot diverse specie sono state nominate per  eponimia con il suo nome: 
- Scinco di Guichenot, Lampropholis guichenoti, Duméril e Bibron, 1839[3].
- Iguana nana di Guichenot, Enyalioides laticeps, Guichenot, 1855[3].
- Damigella d'onore di Guichenot (dal nome comune  estone Guichenoti piiklatik[17]) Paracanthobrama guichenoti, Bleeker. 1865.
- Geco gigante di Guichenot, Correlophus ciliatus, Guichenot, 1866[3].

## Pubblicazioni
- Alphonse Guichenot, Esplorazione scientifica dell'Algeria durante gli anni 1840, 1841, 1842 (Exploration scientifique de l'Algérie pendant les années 1840, 1841, 1842), Parigi, Imprimerie nationale, 1850.
- Alphonse Guichenot, Storia naturale di rettili e pesci (Histoire naturelle des reptiles et des poissons), Imprimerie nationale, Parigi, 1850.
- Alphonse Guichenot, Rettili (Reptiles), Parigi, 1855.
- Francis de Castelnau e Alphonse Guichenot, Nuovi o rari animali raccolti durante la spedizione nelle parti centrali del Sud America, da Rio de Janeiro a Lima e da Lima a Para eseguiti per ordine del governo francese dal 1843 al 1847 (Animaux nouveaux ou rares recueillis pendant l'expédition dans les parties centrales de l'Amérique du Sud, de Rio de Janeiro à Lima, et de Lima au Para exécutée par ordre du gouvernement français pendant les années 1843 à 1847), Parigi, 1855.
- Alphonse Guichenot, Catalogo dei pesci del Madagascar dalla collezione del Museo di Parigi con la descrizione di diverse nuove specie (Catalogue des poissons de Madagascar de la collection du Musée de Paris avec la description de plusieurs espèces nouvelles), 1866.
- Alphonse Guichenot, Notize su un nuovo tipo di sauri della famiglia geckotiana (Notice sur un nouveau genre de sauriens de la famille des geckotiens), in Société Imperiale des Sciences Naturelles de Cherbourg (a cura di), Mémoires de la Société impériale des Sciences naturelles de Cherbourg, vol. 12, Parigi, J.B. Baillière et Fils, 1871 - 72,  pp. 248-252.
- Alphonse Guichenot, Su un nuovo tipo di pesce della famiglia dei cottoidi (Sur un nouveau genre de poissons de la famille des cottoides), in Société Imperiale des Sciences Naturelles de Cherbourg (a cura di), Mémoires de la Société impériale des Sciences naturelles de Cherbourg, vol. 12, Parigi, J.B. Baillière et Fils, 1871 - 72,  pp. 253-256.
- Alphonse Guichenot, Notizie su una nuova specie di pesce appartenente al genere dei rombi (Notice sur une nouvelle espèce de poissons appartenant au genre des rhombes), in Société Imperiale des Sciences Naturelles de Cherbourg (a cura di), Mémoires de la Société impériale des Sciences naturelles de Cherbourg, vol. 12, Parigi, J.B. Baillière et Fils, 1871 - 72,  pp. 243-247.
- Alphonse Guichenot, Fauna Cilena: Pesci (Fauna Chilena : Peces), En Casa de Autor, 1848.

| Guichenot è l'abbreviazione standard utilizzata per le specie animali descritte da Alphonse Guichenot. Categoria:Taxa classificati da Alphonse Guichenot |